# Till I Loved You
Till I Loved You é um álbum de estúdio da cantora e atriz americana Barbra Streisand, lançado em 25 de outubro de 1988, pela gravadora Columbia. É notável por sua estrutura temática e pelo alto custo de sua produção, que incluiu vários compositores, vários produtores e músicos participantes.
Após dois projetos de sucesso com o The Broadway Album e One Voice - sua primeira gravação de show lançada em áudio e vídeo ao mesmo tempo - Streisand decidiu explorar uma sonoridade mais pop. Till I Loved You foi concebido como um álbum luxuriantemente romântico, com um conceito particular – seguia as fases de um relacionamento desde o início (em músicas como “The Places You Find Love”) até o fim (“Some Good Things Never Last” ), e então encerrou com uma música positiva sobre o futuro ("One More Time Around").
Burt Bacharach e Carole Bayer Sager ofereceram 3 canções inéditas, Quincy Jones produziu "The Places You Find Love" e Luther Vandross and Dionne Warwick entre outros adicionaram os backing vocals na mesma faixa. A faixa-título (que foi Top 40 na Billboard Hot 100) é um dueto entre Streisand e seu então namorado, o ator Don Johnson.
Comercialmente, obteve êxito, estreou na posição de número 46, na Billboard 200 e atingiu o pico de #10, em 10 de dezembro de 1988. No total, passou 26 semanas na tabela. Ganhou disco de platina em três países: Estados Unidos (por mais de 1 milhão vendidos), Canadá (por mais de 100 mil cópias vendidas), Austrália (por mais de 70 mil cópias vendidas), e disco de ouro no Reino Unido por mais de 100 mil cópias vendidas.

## Recepção crítica
| Críticas profissionais | Críticas profissionais |
| Avaliações da crítica  | Avaliações da crítica  |
| Fonte                  | Avaliação              |
| ---------------------- | ---------------------- |
| AllMusic               | [ 11 ]                 |
| Los Angeles Times      | Favorável              |
| People                 | Desfavorável           |
| Veja                   | Favorável              |

Recebeu resenhas favoráveis, em maioria, dos críticos de música. 
William Ruhlmann, do site AllMusic, fez uma resenha mista e escreveu que, embora "fosse um projeto de grande orçamento", é "como um filme com uma grande estrela, ótimos valores de produção e um roteiro medíocre" e que a pessoa gostar ou não dependia mais sobre o quanto ela gostava de Streisand. Afirmou que só os fãs compraram se interessaram em comprar os disco.
Paul Grein, do Los Angeles Times, fez uma crítica favorável e elegeu "All I Ask of You" como a melhor música. Ele também escreveu que o álbum "marca uma melhora em relação a Emotion uma vez que "Streisand não está mais tentando competir com cantores com metade de sua idade, pelos corações e mentes dos adolescentes que compram singles e assistem à MTV".
A revista People fez uma crítica desfavorável, na qual o autor escreveu que a melhor parte do disco é "o puro prazer de ouvir a voz de Streisand" e algumas músicas como "All I Ask of You" e "Some Good Things Never Last", mas concluiu que "há momentos em que quase não importa o que ela está cantando; você apenas deseja que nunca termine".
No Brasil, a revista Veja fez uma resenha favorável, na qual o definiu como "uma emocionada coleção de canções românticas que reúne momentos de sensibilidade e lirismo". Afirmou que a cantora soube "dosar canções derramadas e contidas, interpretações quase operísticas com delicadas passagens em que um fio afinadíssimo de voz é o único guia", e concluiu dizendo que "Barbra, esta continua uma das artistas americanas mais completas".

## Lista de faixas
Créditos adaptados do encarte do CD Till I Loved You, de 1988.
| N.º | Título                        | Compositor(es)                                            | Duração |  |
| 1.  | "The Places You Find Love"    | Glen Ballard, Clifton Magness                             | 5:09    |  |
| 2.  | "On My Way To You"            | Alan Bergman, Marilyn Bergman, Michel Legrand             | 3:44    |  |
| 3.  | "Till I Loved You"            | Maury Yeston                                              | 5:10    |  |
| 4.  | "Love Light"                  | Burt Bacharach, Carole Bayer Sager                        | 4:32    |  |
| 5.  | "All I Ask of You"            | Andrew Lloyd Webber, Charles Hart, Richard Stilgoe        | 4:02    |  |
| 6.  | "You And Me For Always"       | Burt Bacharach, Carole Bayer Sager                        | 3:49    |  |
| 7.  | "Why Let It Go?"              | Alan Bergman, Marilyn Bergman, Alan Hawkshaw, Barry Mason | 4:25    |  |
| 8.  | "Two People"                  | Alan Bergman, Marilyn Bergman, Barbra Streisand           | 3:40    |  |
| 9.  | "What Were We Thinking Of?"   | Antonina Armato, Scott Cutler                             | 4:28    |  |
| 10. | "Some Good Things Never Last" | Mark Radice                                               | 4:20    |  |
| 11. | "One More Time Around"        | Burt Bacharach, Carole Bayer Sager, Tom Keane             | 3:44    |  |

## Tabelas

### Tabela semanal
| Tabela musical (1984)                 | Melhor posição |
| ------------------------------------- | -------------- |
| Austrália (ARIA)                      | 21             |
| Países Baixos (Dutch Charts)          | 5              |
| França (SNEP)                         | 35             |
| Alemanha (Offizielle Deutsche Charts) | 33             |
| Noruega (VG-lista)                    | 16             |
| Spanish Albums Chart                  | 19             |
| Suécia (Sverigetopplistan)            | 34             |
| Suíça (Schweizer Hitparade)           | 16             |
| Reino Unido (UK Albums Chart)         | 29             |
| Estados Unidos (Billboard 200)        | 10             |

## Certificações e vendas
| País                     | Certificação | Vendas    |
| ------------------------ | ------------ | --------- |
| Austrália (ARIA)         | Platina      | 70,000    |
| Canadá (Music Canada)    | Ouro         | 100,000   |
| Estados Unidos (RIAA)    | Platina      | 1,000,000 |
| Países Baixos (NVPI)     | Ouro         | 50,000    |
| Reino Unido (BPI)        | Ouro         | 100,000   |
| Suiça (IFPI Switzerland) | Ouro         | 25,000    |